# CF Villanovense
Club de Fútbol Villanovense – hiszpański klub piłkarski, grający w Segunda División B, mający siedzibę w mieście Villanueva de la Serena.

## Sezony
| Sezon   | Liga     | Miejsce | Puchar Króla |
| ------- | -------- | ------- | ------------ |
| 1982-96 | Regional | 4.      |              |
| 1996/97 | 3ª       | 16.     |              |
| 1997/98 | 3ª       | 5.      |              |
| 1998/99 | 3ª       | 12.     |              |
| 1999/00 | 3ª       | 4.      |              |
| 2000/01 | 3ª       | 6.      |              |
| 2001/02 | 3ª       | 4.      |              |
| 2002/03 | 2ªB      | 19.     |              |
| 2003/04 | 3ª       | 11.     |              |
| 2004/05 | 3ª       | 2.      |              |
| 2005/06 | 3ª       | 1.      |              |
| 2006/07 | 2ªB      | 19.     | I runda      |

| Sezon   | Liga | Miejsce | Puchar Króla |
| ------- | ---- | ------- | ------------ |
| 2007/08 | 3ª   | 3.      |              |
| 2008/09 | 3ª   | 3.      |              |
| 2009/10 | 2ªB  | 17.     |              |
| 2010/11 | 3ª   | 1.      |              |
| 2011/12 | 2ªB  | 9.      | II runda     |
| 2012/13 | 2ªB  | 16.     |              |
| 2013/14 | 3ª   | 1       |              |
| 2014/15 | 2ªB  | 4.      | II runda     |
| 2015/16 | 2ªB  | 12.     | 1/32         |
| 2016/17 | 2ªB  | 3.      |              |
| 2017/18 | 2ªB  | 6.      |              |

- 9 sezonów w Segunda División B
- 12 sezony w Tercera División

## Sukcesy
- Tercera División: 2005–06, 2010–11, 2013–14